# Теория Мора — Кулона
Теория Кулона — Мора — математическая модель, описывающая зависимость касательных напряжений материала от величины приложенных нормальных напряжений.

## История
Теория названа в честь Шарля Огюстена де Кулона и Отто Кристиана Мора. В основе её лежит гипотеза Мора о зависимости предельных касательных напряжений от среднего нормального напряжения и гипотеза Кулона о том, что названная зависимость обусловлена внутренним трением в твёрдом теле.

## Критерий прочности
Критерий прочности Кулона — Мора представляет собой билинейную зависимость касательных напряжений материала от величины приложенных нормальных напряжений. Эта зависимость может быть представлена как:
{\displaystyle \tau =\sigma ~\tan(\varphi )+c},
где {\displaystyle \tau } — величина касательных напряжений, {\displaystyle \sigma } — величина нормальных напряжений, {\displaystyle c} — пересечение кривой критерия прочности с осью {\displaystyle \tau }, а {\displaystyle \tan(\varphi )} — тангенс угла наклона кривой критерия прочности. Величину {\displaystyle c} часто называют сцеплением, а угол {\displaystyle \varphi } называют углом внутреннего трения. Принято, что направление сжатия имеет положительный знак.
Если {\displaystyle \varphi =0}, критерий прочности Кулона — Мора превращается в критерий Треска́. Если же {\displaystyle \varphi =90^{\circ }}, то критерий прочности Кулона — Мора соответствует модели вязкой среды Ранкина.
Теория прочности Кулона — Мора широко используется в строительстве и в горном деле применительно к рыхлым несвязным и связным горным породам, а также применительно к обломочным сцементированным горным породам.
Для кругов Мора верно, что:
{\displaystyle \sigma =\sigma _{m}-\tau _{m}\sin \varphi ~;~~\tau =\tau _{m}\cos \varphi },
где
{\displaystyle \tau _{m}={\cfrac {\sigma _{1}-\sigma _{3}}{2}}~;~~\sigma _{m}={\cfrac {\sigma _{1}+\sigma _{3}}{2}}},
{\displaystyle \sigma _{1}} — максимальное главное напряжение, а {\displaystyle \sigma _{3}} — минимальное главное напряжение.
Следовательно критерий прочности Кулона — Мора может быть представлен как:
{\displaystyle \tau _{m}=\sigma _{m}\sin \varphi +c\cos \varphi }.
Этот вид критерия прочности Кулона — Мора соответствует разрушению на плоскости, параллельной направлению главного напряжения {\displaystyle \sigma _{2}}.
Критерий прочности Кулона — Мора обычно используется для анализа несущей способности грунтовых массивов. При нагружении грунты работают преимущественно на сдвиг по поверхности с наименьшей несущей способностью. Поэтому сдвиговая прочность является определяющей прочностной характеристикой для грунтов. Разрушение реализуется в тот момент, когда величина сдвигового (касательного) напряжения достигает предела прочности грунта на сдвиг. Поэтому связь между нормальными напряжениями и касательными напряжениями является критерием прочности для грунтов.